# Muhamed Muminović
Muhamed Muminović, bošnjaški astronom, * 8. avgust 1948, Banja Luka, FLRJ (sedaj Bosna in Hercegovina).
Njegova družina se je leta 1951 preselila v Sarajevo. V obdobju med letoma 1972 in 2018 je napisal 15 knjig in priročnikov iz astronomije in bil soavtor petih knjig z istega področja. Poleg tega je bil glavni pobudnik pri pripravi in tiskanju več astronomskih posterjev in vrljivih kart neba. Po dostopnih podatkih je najplodovitejši avtor astronomske literature na področju nekdanje Jugoslavije. Kot avtor in soavtor je objavil več kot 25 strokovnih in znanstvenih del v ustreznih regionalnih in svetovnih revijah.
Bil je predstojnik Observatorija Čolina kapa, direktor delovne skupnosti CEDUSa (Centra za družbene dejavnosti Univerze v Sarajevu) in član Nacionalnega odbora za astronomijo Jugoslavije. Od leta 2008 je predsednik Astronomskega društva Orion Sarajevo. Živi in deluje v Sarajevu.

## Življenje
Že kot dečka ga je začelo zanimati opazovanje neba. Prvi daljnogled je izdelal s pomočjo leč za očala in kartonske cevi, ko mu je bilo 9 let. V tem obdobju je zbiral izrezke iz časopisov in revij, v katerih so se nahajala besedila in slike iz astronomije in astronavtike, in se navduševal nad stripi iz Plavega vjesnika. Med poletnimi počitnicami je bival pri sorodnikih v Banja Luki. Ponoči je s starejšimi sorodniki obdržal pridelke divjih živali na hribu Šehitluci nad Banja Luko, kar je bila priložnost za opazovanje Vesolja brez motenj svetlobnega onesnaženja mesta. V tem času je bilo astronomske literature malo, Muminović pa je rabil Jeansovo knjigo Vesolje, zvezde in atomi, v kateri je bila majhna karta zvezdnega neba s polmerom približno dvanajst centimetrov, ki je vsebovala ozvezdja s samo najsvetlejšimi zvezdami. Leta 1963 je od sestre dobil v dar starinski mornariški binokular, ki je imel povečavo 28× in ga uporabil za svoja prva opazovanja poleg nekega profesionalnega inštrumenta.
Po osemletki se je Muminović vpisal na Drugo gimnazijo v Sarajevu. V tretjem letniku je izvedel, da v Sarajevu obstaja Akademski astronomsko-astronavtski klub (AAAK). Sredi leta 1965 so na Domu izvidnikov na Mejtašu odprli Narodni observatorij. Jeseni istega leta je Muminović postal član tega astronomskega kluba in opravil izpit po Goldbergovi knjigi Kosmografija. Pod okriljem AAAK so bili astronavtski, raketni in astronomski odseki. Poleg Muminovića je astronomski odsek sestavljalo več mlajših navdušencev, ki so skoraj vsako noč opazovali z observatorija.
Poleti 1967 je Muminovič najprej na republiškem in potem na zveznem tekmovanju v okviru organizacije »Gibanje znanost mladini« osvojil prvo mesto iz astronomije z delom »Učilo za prikazovanje precesije Zemlje«. Naslednje leto je pred mladimi Jugoslavije pozdravil udeležence Svetovnega kongresa Mednarodne astronavtske zveze. Leta 1969 so ga povabili na sprejem v čast astronavtov Apolla 11, ki ga je predsednik Tito organiziral v Beogradu, v Palači Federacije. Tedaj je imel priložnost na kratko govoriti z astronavtom Aldrinom, drugim človekom, ki je po Armstrongu stopil na Luno.
Ker je AAAK konec leta 1967 dobil v uporabo stavbo avstro-ogrske trdnjave na Trebeviću v bližini vrha Čolina kapa, so se opazovanja nadaljevala na novi lokaciji (večinoma med vikendom ali več dni poleti). Za opazovanje so uporabili ruski šolski daljnogled. V teh letih je Muminović vsak ponedeljek predaval članom Društva v obliki tečaja splošne astronomije. V začetku leta 1971 je Muminović pisal priročnik o astronomiji. Med letoma 1967 in 1973 je študiral fiziko na Naravoslovno-matematični fakulteti v Sarajevu. Tega leta je objavil svojo drugo knjigo Praktična astronomija. Novembra 1974 se je zaposlil kot upravnik Astronomskega observatorija na Trebeviću.
V obdobju od leta 1971 do leta 1973 je Muminović vodil gradnjo dveh kupol na avstro-ogrski trdnjavi, poleti 1975 pa se je začela gradnja popolnoma nove stavbe, približno deset metrov od stare trdnjave. Ta projekt je trajal od leta 1975 do leta 1983. Muminovič je medtem napisal še nekaj knjig in brošur s področja astronomije. Kot član Nacionalnega odbora za astronomijo Jugoslavije je sodeloval tudi v sodelovanju z Mednarodno astronomsko zvezo. Tako je leta 1982 v Sarajevu potekala IV. konferenca jugoslovanskih astronomov. Sredi 1980-ih je sodeloval na več mednarodnih astronomskih konferencah (Boulder, Kolorado, ZDA, München, Nemčija, Hvar, Hrvaška itd.) Konec leta 1982 je zastopal Jugoslavijo na podelitvi Nobelove nagrade v Stockholmu. Tedaj je bilo približno dvajset mladih študentov in znanstvenikov iz različnih držav sveta povabljenih, da se udeležijo celotnega programa med Nobelovimi praznovanji. To je vključevalo druženje z nobelovci in njihovimi družinami, sprejemi pri kralju in kraljici, obiske pomembnih znanstvenih ustanov in podobno.
V okviru Gibanja znanost mladini BiH je bil več let član komisije za astronomijo. Ustanovil je tudi Zvezo astronomskih društev BiH, ki je delovala od leta 1982 do leta 1990. Konec 1980-ih je kot gostujoči predavatelj večkrat sodeloval pri dejavnostih zdaj svetovno znane raziskovalne postaje Petnica pri Valjevu v Srbiji. V tem obdobju je Muminović eno leto vodil tečaj astronomije za kadete Letalsko-tehniške vojaške akademije v Rajlovcu pri Sarajevu. Med letoma 1990 in 1992 je bil direktor delovne skupnosti CEDUS (Centra za družbene dejavnosti Univerze v Sarajevu). Poleti 1991 je sodeloval na Generalni skupščini Mednarodne astronomske zveze v Buenos Airesu, Argentina. Pa dni prej je imel v Montevideu, Urugvaj vabljeno predavanje o bosanski astronomiji.
Na začetku vojne je poskušal ohraniti opremo in stavbo CEDUSa, vendar mu to v teh razmerah ni uspelo. V začetku jeseni se je pridružil Armadi Republike Bosne in Hercegovine in tam ostal do decembra 1995. Nato so ga povabili v tedanji Republiški hidrometeorološki zavod, kjer je do upokojitve delal kot pomočnik direktorja in koordinator za mednarodno sodelovanje.
Nekaj časa, po vojni, je vzporedno delal kot svetovalec za razminiranje različnih komercialnih podjetij iz Anglije, ZDA, Nemčije in Južne Afrike in posredno za UNDP, UNICEF, HELP Germany itd. Je soavtor treh brošur za izobraževanje otrok, ki opozarjajo na nevarnost min in neeksplodiranih bojnih sredstev, ter niza izobraževalnega gradiva in plakatov na tem področju. Na Generalni skupščini Mednarodne astronomske zveze, ki je potekala leta 1997 v Kjotu, Japonska, je prejel posebno štipendijo in mednarodni astronomski skupnosti predstavil posledice uničenja Astronomskega observatorija v Sarajevu. V obdobju od leta 1997 do leta 2015 je bil Muminović namestnik stalnega predstavnika Bosne in Hercegovine pri Svetovni meteorološki organizaciji (WMO).
Leta 2008 je začel s prenovo predvojnega Univerzitetnega astronomskega društva, ki je začelo svoje dejavnosti pod novim imenom Astronomsko društvo Orion Sarajevo. Pod okriljem Unesca je v Parizu potekala otvoritvena slovesnost »Mednarodnega leta astronomije«, ki sta se je v imenu AD Orion udeležila Adela Subašić-Kopić in Muminović. V zadnjih desetih letih je imel Muminović več predavanj za člane Društva in pomembna javna predavanja v Sarajevu, Tuzli in državah v regiji.